# 1929 au Maroc
Chronologie du Maroc
- 1925
- 1926
- 1927
- 1928
- 1929
- 1930
- 1931
- 1932
- 1933

Cet article présente les faits marquants de l'année 1929 au Maroc ou relatifs au Maroc.

## Événements
- Création de la bourse de Casablanca.
- Philippe Leclerc de Hauteclocque rejoint M’zizel, comme commandant du 38e goum[1].
- Le 8 janvier 1929, on pouvait lire à la une de l'hebdomadaire al-Widad : « Ce journal a été créé pour combattre le colonialisme et l'esclavage. Chaque Marocain sera condamné à être anéanti s'il ne se réveille pas sur le champ et n'adopte la devise : la mort si nécessaire et que vive le Maroc ! »[2].
- Fondation d' Aïcha, marque marocaine spécialisée dans l’agroalimentaire, connue pour ses confitures, sauces tomates, huiles, thon, harissa, olives et autres produits de grande consommation. Fondée en 1929 à Meknès par les Français Paul Sibut et Neyron, la marque est présente dans l'imaginaire collectif marocain grâce à sa mascotte, la petite fille Aïcha, présente sur tous les emballages.